# David Hendrik Chassé

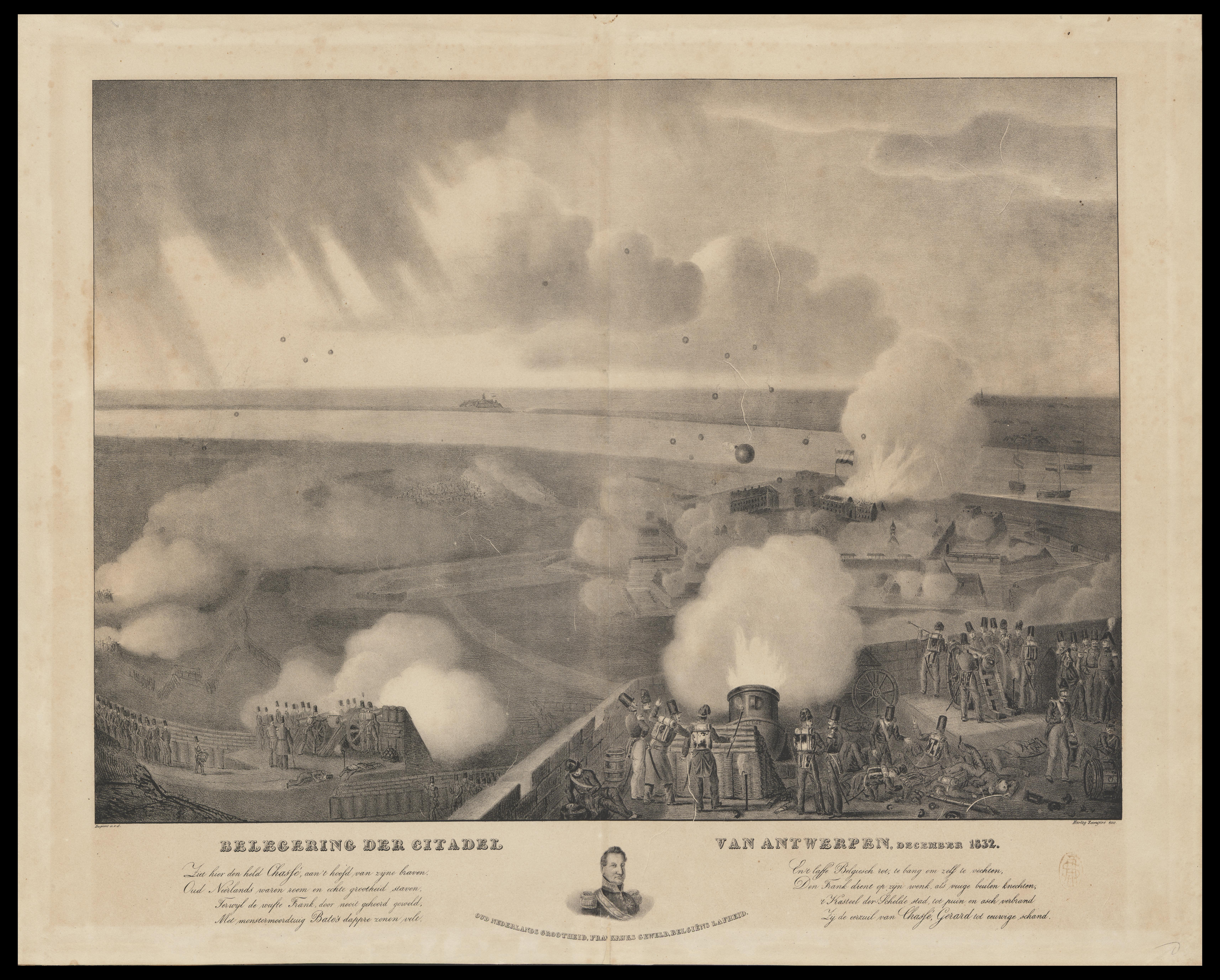
Belegering der Citadel van Antwerpen, December 1832

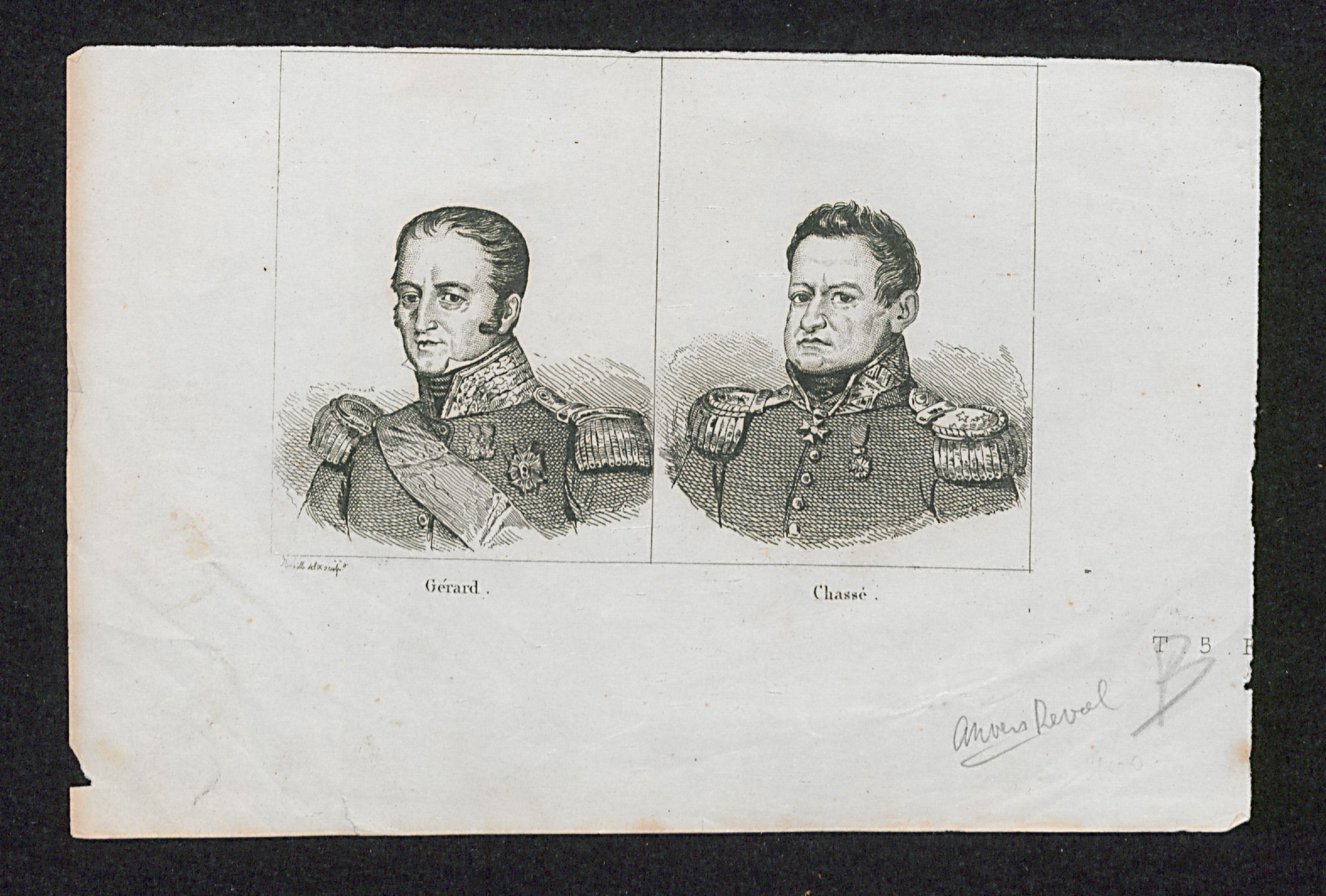
Portretten van de Franse generaal Gérard en de Nederlandse generaal Chassé.

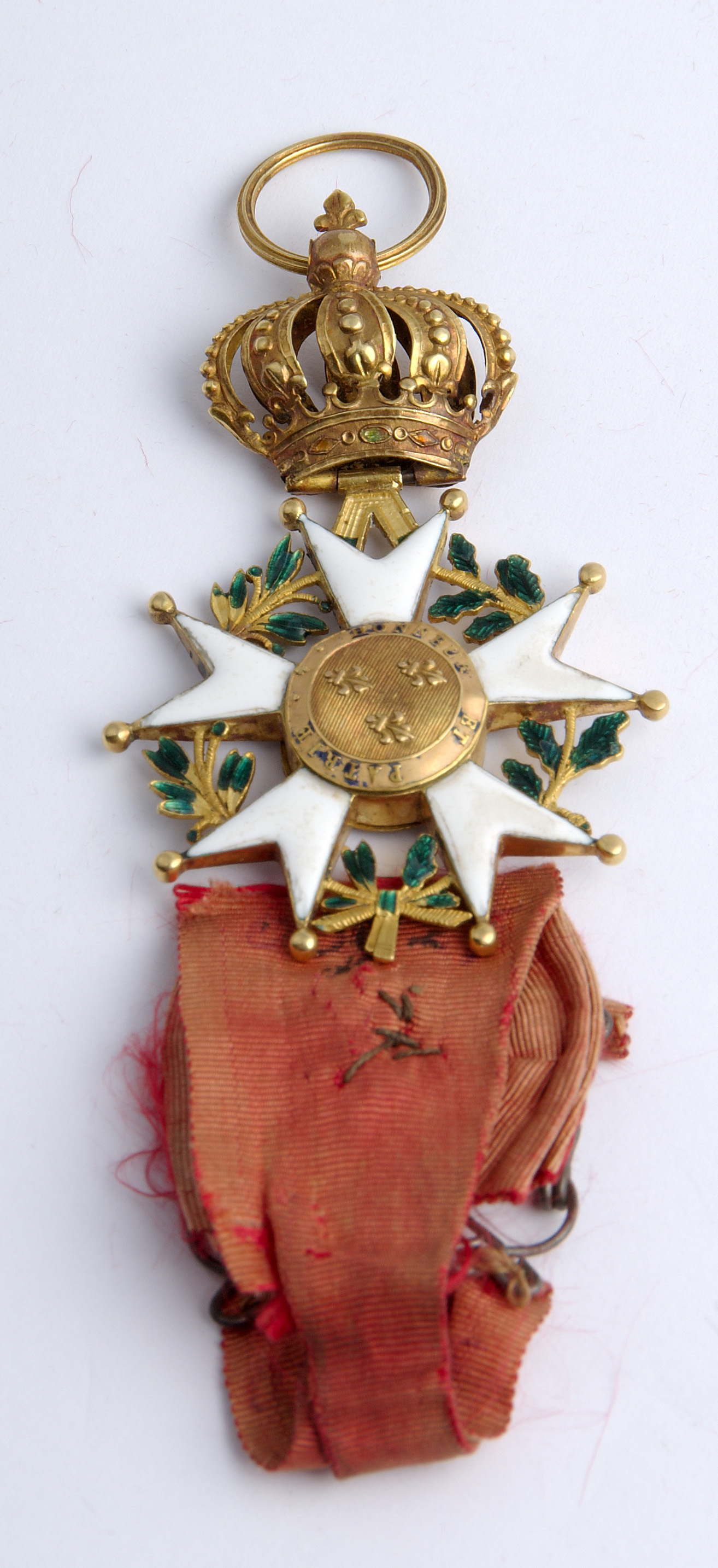
Ridderorde toegekend aan Chassé

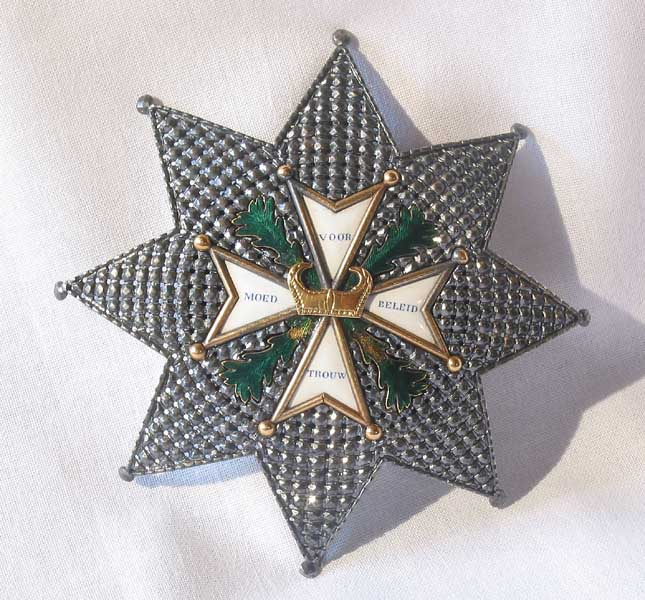
Militaire Willems-Orde, toegekend aan Chassé

David Hendrik baron Chassé (Tiel, 18 maart 1765 – Breda, 2 mei 1849) was een Nederlands generaal. Hij had het bevel over een Nederlandse divisie tijdens de Franse Coalitieoorlogen, aanvankelijk onder Napoleon, in 1815 tegen Napoleon in de Slag bij Waterloo. Tijdens de Belgische Revolutie commandeerde hij het Nederlandse garnizoen van de citadel van Antwerpen.

## Carrière

### Patriottentijd
Reeds op tienjarige leeftijd nam Chassé als cadet dienst in het Regiment van Münster. Na zes jaar, op 31 mei 1781, werd hij tweede luitenant. Tijdens de onderdrukking van de Patriottenopstand in 1787 verdedigde hij Weesp en Muiden tegen het Pruisische leger. Daarom week hij uit naar Frankrijk. Een andere reden om te vluchten was dat hij in een duel een tegenstander had gedood. In Frankrijk klom hij op tot luitenant-kolonel in het Bataafs Legioen.

### In dienst van Napoleon
Chassé speelde in 1799 een belangrijke rol bij het terugslaan van de Brits-Russische expeditie naar Noord-Holland (zie Slag bij Castricum). Hij kreeg de rang van generaal in het leger van het Koninkrijk Holland. In 1808 voerde hij het bevel over de zogenaamde Hollandse Brigade die naar Spanje werd gezonden, ter ondersteuning van het Franse leger aldaar. Hij onderscheidde zich in diverse veldslagen, onder andere de Slag bij Ocaña in 1809. Wegens zijn verdiensten werd hij op 1 juli 1810 door Lodewijk Napoleon verheven tot baron. Gedurende de jaren 1808-1812 vocht de Hollandse Brigade in de verschrikkelijke guerrillaoorlog in Spanje (de Spaanse Onafhankelijkheidsoorlog, 1807-1812). Na de inlijving van het Koninkrijk Holland in 1810 werd de Hollandse Brigade ingelijfd in het Franse leger. Ook Chassé ging over in Franse dienst. In 1813 ontzette hij het in de Pyreneeën ingesloten korps van d'Erlon. Hij werd vervolgens bevorderd tot divisiegeneraal. In 1814 raakte hij zwaargewond in de Slag om Bar-sur-Aube.
Chassé was geliefd bij zijn manschappen, die hem "Papa Chassé" noemden. Vanwege zijn voorliefde voor het gebruik van de bajonet noemde Napoleon hem wel Général Baïonette.

### Weer in Nederlandse dienst
In 1814 ging Chassé over naar Nederlandse krijgsdienst. In 1815 onderscheidde hij zich als commandant van de 3e divisie in de Slag bij Waterloo. Tijdens deze veldslag stond de divisie eerst geheel op de rechterflank opgesteld, rondom het dorp Eigenbrakel. Al snel kwam het bevel om zich in reserve op te stellen achter het centrum van de geallieerde linie. Chassé bespeurde dat de Britse troepen vóór hem op de vlucht sloegen en de artillerie niet langer vuurde. Hij zag al snel dat Napoleon de Keizerlijke Garde op het centrum afstuurde; hierop gaf hij het bevel aan zijn artillerie om positie te nemen en de vijand onder vuur te nemen, terwijl hij intussen de brigade van kolonel Detmers in colonnes liet opstellen voor de tegenaanval. Na een kort vuurgevecht opende hij de aanval op de Franse garde, die uiteindelijk moest wijken. De brigade van Detmers zette de aanval door, verdreef de Franse garde van een laatste positie bij La Haye Sainte en achtervolgde de vluchtende Fransen tot aan het Maison du Roi bij Plancenoit, waar ze Pruisische troepen tegenkwamen.
Tot afgrijzen van Chassé en zijn officieren maakte de Hertog van Wellington in zijn verslag geen melding van de aanval van de divisie van Chassé. Ondanks toezeggingen van de Britse generaal Lord Hill, die het Nederlandse aandeel in de slag bij Waterloo erkende, is deze weglating nooit gecorrigeerd.
Koning Willem I benoemde Chassé vanwege zijn verdiensten in Waterloo op 8 juli 1815 tot Commandeur in de Militaire Willems-Orde.

### Verdediging van de citadel van Antwerpen
Na de Belgische opstand verdedigde hij de citadel van Antwerpen tegen achtereenvolgens de Belgische opstandelingen en het Franse leger, dat hen na de Tiendaagse Veldtocht te hulp kwam. Toen de Belgische opstandelingen de pas afgesproken wapenstilstand verbraken, waarbij veel soldaten van het garnizoen werden gedood of gewond, antwoordde Chassé op 27 oktober met een artilleriebombardement van zeven en een half uur op de stad. Hierbij werd grote schade aangericht, de oude Sint-Michielsabdij verwoest en verloren honderden Antwerpenaren het leven. Daarna kwamen het garnizoen en de opstandelingen overeen elkaar niet langer te beschieten. Vanuit tactisch oogpunt was het bombardement dus een goede zet, maar het regeringsleger verspeelde hiermee wel zijn laatste sympathie bij de voorheen Oranjegezinde Antwerpenaren.
In februari-maart 1831 was hij betrokken bij een mislukte contrarevolutionaire actie tegen het erg Fransgezinde Voorlopig Bewind met de bedoeling koning Willem of zijn zoon weer op de Belgische troon te brengen.
In 1832 werd de citadel van Antwerpen belegerd door het Franse leger onder leiding van generaal Gérard, waarbij Chassé de citadel verdedigde tegen een ruim tienvoudige overmacht. Uiteindelijk moest zijn garnizoen op 23 december 1832 na een Frans beleg van 24 dagen capituleren, waarbij Chassé in krijgsgevangenschap geraakte. De Fransen behandelden de gevangen generaal daarbij opvallend goed. In 1833 werd hij overigens weer vrijgelaten en kon hij het aan hem op 25 december 1832 verleende Grootkruis in de Militaire Willems-Orde in ontvangst nemen. Als een bijzonder gebaar schonk de koning hem de ster die hij zelf placht te dragen.

### Verdere carrière
Chassé werd in 1834 benoemd tot commandant van de vesting Breda, als opvolger van de overleden generaal J.E. Wildeman; de positie van commandant was na Wildemans overlijden en tot de komst van Chassé tijdelijk waargenomen door generaal-majoor J. Vertholen. In 1839 werd Chassé eervol ontslagen uit de militaire dienst. Zijn adjudant gedurende de Belgische Opstand en tijdens zijn ambtsperiode als commandant van Breda was kolonel Hijbo Everdes de Boer. Chassé werd na zijn militaire dienst bij koninklijk besluit benoemd tot lid van de Eerste Kamer der Staten-Generaal. Door gezondheidsproblemen nam hij echter nooit deel aan de zittingen van de Kamer. Hij nam ontslag uit de Kamer op 1848 vanwege een grondwetsherziening.

## Familieleven
Chassé was lid van de familie Chassé. Zijn vader was Carel Johan Chassé (1724-1793), majoor van het regiment te Münster en zijn moeder de regentendochter Maria Johanna Helena Schull. Hij trouwde met Johanna Adriana van Nieuwenhoven op 10 november 1786, maar scheidde van haar in 1795. Op 12 april 1796 hertrouwde hij met de protestantse Engelse weduwe Elisabeth Irish. Ze kregen een zoon, die in de jaren dertig in Indië zou omkomen. Ook dit huwelijk liep in 1816 uit op een scheiding. Zijn broer Petrus Theodorus Chassé was van 1790 tot 1792 opperhoofd van Deshima voor de VOC, vanaf 1800 twaalf jaar gouverneur van Makassar en onder Daendels directeur-generaal van Nederlands-Indië. Na het Britse tussenbestuur werd hij in 1819 weer lid van de Raad van Indië in Batavia. Ook hij werd in de adelstand verheven met de titel van baron, in 1830 door Willem I, na 51 jaar in Indië te hebben doorgebracht. Hij stierf een jaar later.

## Nagedachtenis
Op Waterloodag 1907 werden de stoffelijke resten van Chassé overgebracht van het kerkhof te Ginneken naar een graftombe bij het "citadelmonument". Dit was op initiatief van koning Willem III opgericht ter gedachtenis aan de verdedigers van de citadel van Antwerpen.
In 1950 werd het Nederlandse Regiment Zware Infanterie Chassé naar hem vernoemd. In 1953 werd deze eenheid hernoemd naar Regiment Infanterie Chassé. Begin jaren 1990 is RI Chassé opgeheven.
In het Amsterdamse stadsdeel De Baarsjes is een straat naar hem vernoemd. De Chasséstraat ligt centraal in de wijk die later de Chassébuurt is gaan heten. Gelegen aan de Chasséstraat is de voormalige rooms-katholieke Kerk van Onze-Lieve-Vrouw van Altijddurende Bijstand die - mede ten gevolge van de onuitsprekelijk lange naam - in de volksmond Chassékerk wordt genoemd. De kerk is niet meer als godshuis in gebruik en biedt nu onderdak aan een dansstudio: Chassé Dance Studios. In Breda zijn een stadssingel, de voormalige Chassékazerne en het Chassé Theater met Chassé Cinema naar hem vernoemd. Ook in Den Haag is een straat naar hem vernoemd. In zijn geboorteplaats Tiel zijn een straat, een bioscoop/theater (het Chassé Theater, inmiddels gesloopt) en een schietsportvereniging naar hem vernoemd.